# Morgan Spurlock
Morgan Spurlock, né le 7 novembre 1970 à Parkersburg (Virginie-Occidentale) et mort le 23 mai 2024 dans l'État de New York, est un réalisateur, un acteur et un scénariste américain, connu pour son film Super Size Me, dans lequel il étudie les effets néfastes de la restauration rapide sur la santé, en ne mangeant que dans des restaurants McDonald's pendant 30 jours.

## Biographie
Morgan Spurlock crée, présente et coproduit l'émission de téléréalité 30 Days[Quand ?], diffusée aux États-Unis sur la chaîne FX et basée sur le concept de son film : vivre une expérience de vie pendant 30 jours (par exemple un chrétien part vivre dans une famille musulmane en ayant l'obligation de suivre leur culture). Il anime également l'émission I Bet You Will sur MTV[Quand ?].
Après Super Size Me[Quand ?], il sillonne les États-Unis afin de sensibiliser les personnes aux conséquences de la malbouffe. Son film suivant est sous la forme d'un documentaire à la recherche d'Oussama ben Laden dans un même mélange d'humour et de sérieux où l'auteur n'hésite pas à s'exposer sur un terrain hostile[réf. nécessaire].
Il réalise l'émission spéciale visant à souligner le 20e anniversaire de la comédie d'animation Les Simpson. Celle-ci s'intitule The Simpsons 20th Anniversary Special in 3-D on Ice et est diffusée le 14 janvier 2010 sur les ondes de la Fox. Le cinéaste se penche alors sur le phénomène culturel des Simpson. Il y traite de la perception du public à l'égard de cette célèbre famille et de la vision du monde par ses équipes de création[réf. nécessaire].

### Vie privée
Morgan Spurlock se marie le 3 mai 2006 avec la cheffe végétalienne Alexandra Jamieson, qui apparaît d'ailleurs dans Super Size Me. Le couple a un fils, Laken James Spurlock, né en 2006. Ils divorcent en 2011.
Le 14 décembre 2017, à la suite des nombreuses révélations de l'affaire Weinstein, il écrit un message où il détaille les comportements déplacés qu'il a pu avoir envers les femmes durant sa vie.

### Mort
Morgan Spurlock meurt le 23 mai 2024 à l’âge de 53 ans d'un cancer.

## Filmographie

### Réalisateur
- 2004 : Super Size Me
- 2007 : Where in the World is Osama Ben Laden?
- 2010 : The Simpsons 20th Anniversary Special – In 3-D! On Ice!
- 2010 : Freakonomics, le film
- 2011 : Super Cash Me
- 2013 : One Direction, le film
- 2017 : Super Size Me 2: Holy Chicken!

### Acteur
- 2007 : Burger Kill de Brendan Cowles et Shane Kuhn